# Іспаноамериканці та латиноамериканці США

Відсоток іспаноамериканців і латиноамериканців за округами (дані перепису 2010 року)

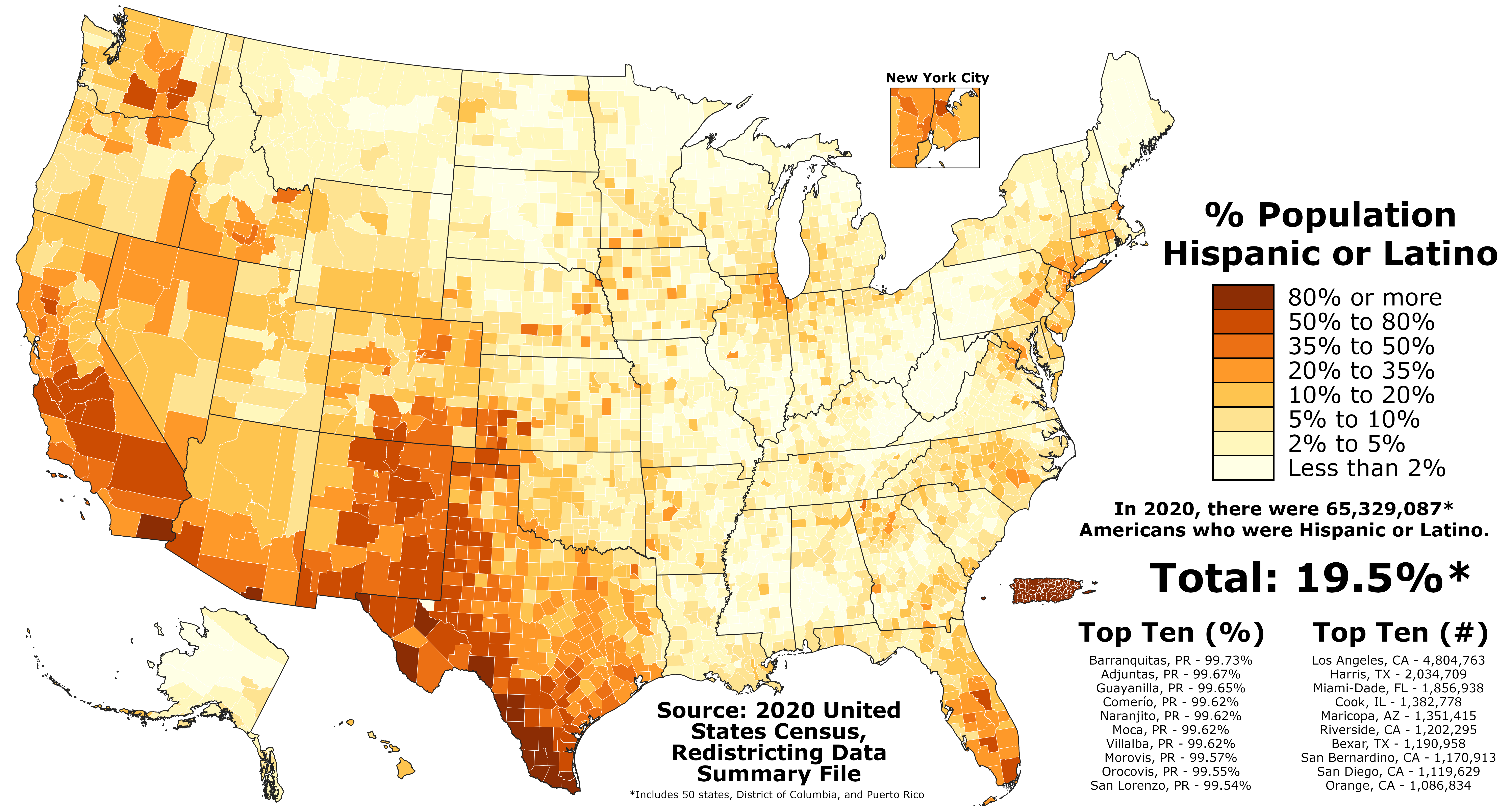
Відсоток іспаноамериканців і латиноамериканців за округами (дані перепису 2020 року)

Американці іспаноамериканського і латиноамериканського походження (англ. Hispanic and Latino Americans) —  громадяни Сполучених Штатів Америки, які походять з однієї з країн Латинської Америки або Піренейського пів острова. Йдеться не про етнічну групу, а етнолінгвістичну — і також, що іспаноамериканці та латиноамериканці можуть бути будь-якої раси.

## Визначення терміна
Ці два терміни дещо відрізняються за значенням:
- Іспаноамериканці[1] — це ті жителі США, які походять з іспаномовних країн, тобто Іспанської Америки. Цій назві віддають перевагу американці іспанського походження, які проживають у східній частині Сполучених Штатів.
- Латиноамериканці[2] — це всі жителі США латиноамериканського походження, включаючи Бразилію. Цю назву віддають перевагу американці латиноамериканського походження на заході США (Каліфорнія тощо).

Однак на практиці ці два терміни взаємозамінні, оскільки у США проживає досить мала кількість людей, які походять з Бразилії.
Хоча більшість іспаноамериканців та латиноамериканців у США — метиси, які походять з Мексики, або іммігранти з Центральної Америки, у США однаково живуть понад 38 мільйонів білошкірих представників цієї етнолінгвістичної групи.
Американці іспанського походження не вважаються іспаноамериканцями або латиноамериканцями. Вони відносяться до класичних білошкірих американців.

## Населення в США
У 2012 році в США було 52,96 мільйона іспаноамериканців і латиноамериканців, що становило 16,88% від загальної кількости населення. У 2020 році їхня кількість була вже 65,33 млн, що становило 19,5%.

## Пов'язані статті
- Населення Сполучених Штатів Америки